# 李国璋 (1944年)
李国璋（1944年9月—），汉族，北京顺义人，中华人民共和国政治人物，中国民主促进会会员。曾担任十一届全国政协常务委员、民进中央常委、甘肃省委主委。2008年，当选第十一届全国政协常务委员，代表中国民主促进会，分入第九组。